# Heliconius heurippa
Heliconius heurippa är en fjärilsart som beskrevs av Hewitsoni 1854. Heliconius heurippa ingår i släktet Heliconius och familjen praktfjärilar. Inga underarter finns listade i Catalogue of Life.

## Bildgalleri

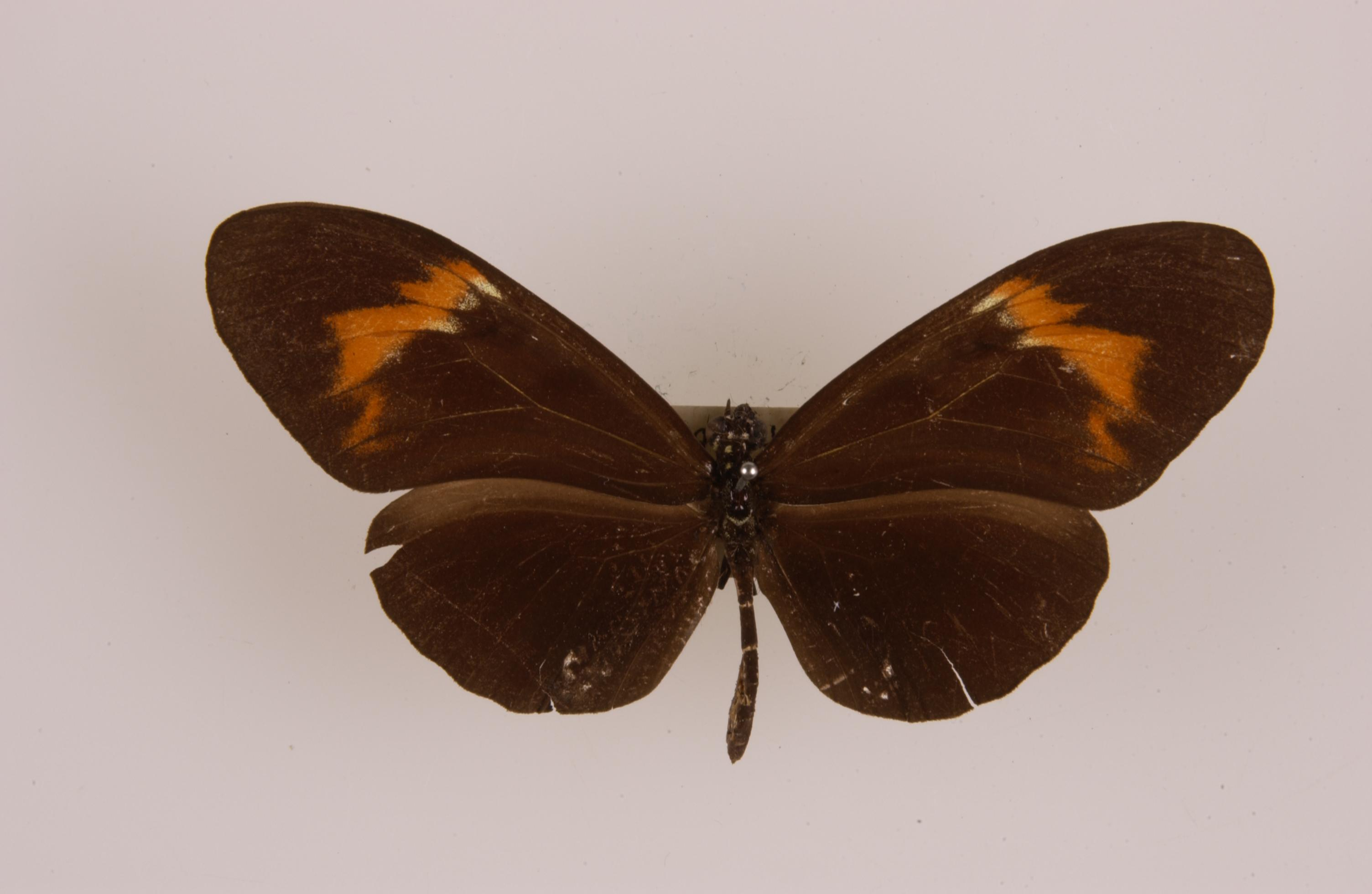
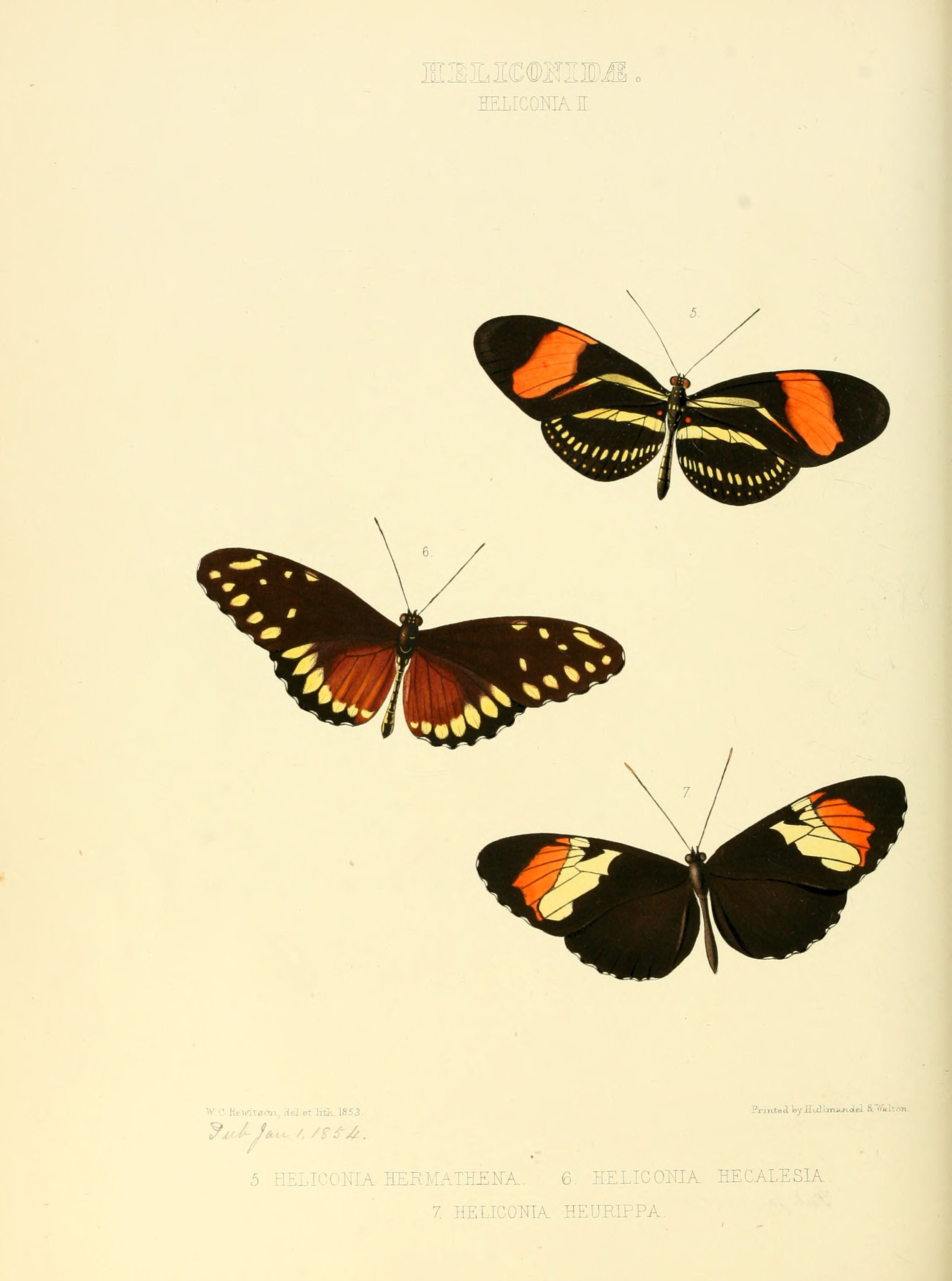